# Масютовка
Масютовка (укр. Масютівка) — село в Ольшанском сельском совете, Двуречанского района Харьковской области Украины.
Код КОАТУУ — 6321883503. Население по переписи 2001 года составляет 22 (11/11 м/ж) человека.

## Географическое положение
Село Масютовка находится на левом берегу реки Оскол, ниже места впадения в неё реки Ольшана. Возле села река Оскол образует большой лиман с названием озеро Белое. Село окружено большим лесным массивом (сосна), рядом проходит железная дорога, в 2-х км железнодорожная станция Молчаново.

## История
Село впервые упоминается в 1785 году.
12 июня 2020 года, в соответствии с Распоряжением Кабинета Министров Украины № 725-р «Об определении административных центров и утверждении территорий территориальных общин Харьковской области», вошло в состав Двуречанского поселкового совета. 17 июля 2020 года, в результате административно-территориальной реформы и ликвидации Двуречанского района, село вошло в состав Купянского района Харьковской области.
В ходе вторжения России на Украину село было оккупировано российскими войсками 24 февраля 2022 года, а в ноябре 2022 года вновь перешло под контроль Украины. 15 мая 2023 года село было повторно оккупировано Россией.

## Аммиакопровод
Рядом с селом проходит аммиакопровод «Тольятти — Одесса». 5 июня 2023 года он был подорван. Село находится на линии фронта между войсками Украины и РФ. Украина и Россия обвиняют в подрыве друг друга.